# Kościół cmentarny w Wieściszowicach
Kościół cmentarny w Wieściszowicach – rzymskokatolicki kościół pomocniczy parafii św. Augustyna w Ciechanowicach, mieszczący się w Wieściszowicach w dekanacie Kamienna Góra Wschód w diecezji legnickiej.

## Historia
Kościół wzniesiony w 1559 r. w stylu późnogotyckim, przebudowany w 1644 r. i XVIII w. W 1959 r. przeprowadzono remont tynków wewnętrznych i zewnętrznych. Jest to niewielka orientowana budowla salowa, założona na planie prostokąta z wydzielonym prezbiterium. Przy zachodnim szczycie ponad kalenicą drewniana sygnaturka z ośmioboczną baniastą kopułą, a w ścianie południowej półkolisty kamienny portal z 1559 r. We wnętrzu drewniany strop z 1644 r.  